# SN 2011dz
SN 2011dz – supernowa typu Ia odkryta 26 czerwca 2011 roku w galaktyce UGC 10273. W momencie odkrycia miała maksymalną jasność 16,40m.